# Бурлешть
Бурлешть, Бурлешті (рум. Burlești) — село у повіті Ботошані в Румунії. Входить до складу комуни Унцень.
Село розташоване на відстані 373 км на північ від Бухареста, 12 км на схід від Ботошань, 88 км на північний захід від Ясс.

## Населення
За даними перепису населення 2002 року у селі проживали 673 особи. Усі жителі села рідною мовою назвали румунську.
Національний склад населення села:
| Національність | Кількість осіб | Відсоток |
| -------------- | -------------- | -------- |
| румуни         | 668            | 99,3%    |
| цигани         | 5              | 0,7%     |